# Cherry Tree (Sint Eustatius)
Cherry Tree – osada (buurt) na wyspie Sint Eustatius, w Holandii Karaibskiej. Liczy 260 mieszkańców (1 stycznia 2024). Leży w środkowej części wyspy.